# Sakarçäge
Sakarçäge – miasto w południowo-wschodnim Turkmenistanie, w wilajecie maryjskim, siedziba etrapu. W 2022 roku liczyło ok. 11,9 tys. mieszkańców.
Miejscowość otrzymała status miasta w 2016 roku.